# لامبورغيني (فلم)
لامبورغيني (بالإنجليزية: Lamborghini) هو فيلم سيرة ذاتية أمريكي قادم عن حياة فيروتشيو لامبورغيني. الفيلم من بطولة فرانك جريلو، غابريل بيرن، ميرا سورفينو وفورتوناتو تشيرلينو.

## وصلات خارجية
- مقالات تستعمل روابط فنية بلا صلة مع ويكي بيانات